# ミラノ・スカラ座フィルハーモニー管弦楽団
ミラノ・スカラ座管弦楽団（ミラノ・スカラざ かんげんがくだん、伊：l'Orchestra della Scala di Milano）は、イタリア・ミラノ市にある歌劇場スカラ座を本拠地とするオーケストラ。コンサート活動を行う場合は、スカラ座フィルハーモニー管弦楽団（Filarmonica della Scala）と名乗る。

## 概要
当楽団は、スカラ座におけるオペラやバレエ公演の演奏が主要な活動だが、劇場のオフシーズンである6月から10月には独自にシンフォニー・オーケストラとしての活動も行っている。
スカラ座開場の1778年に創設。古くから交響曲や協奏曲などのコンサートを行っていたが、アルトゥーロ・トスカニーニがスカラ座の音楽監督に就任したことで、より活動を本格化させた。その後、当時スカラ座の音楽監督だったクラウディオ・アバドが1982年、正式にスカラ座フィルハーモニー管弦楽団（Filarmonica della Scala）を設立。独立したオーケストラとして今日まで充実したコンサートを継続している。特にムーティ時代にはヨーロッパ各国や日本ツアーを積極的に行い、当楽団がシンフォニー・オーケストラとしても高い実力を持っていることを世に明らかにした。

## 録音
レコーディングはオペラが多数を占めるが、近年はイタリア物に限らずシンフォニー分野の楽曲にも多数の録音を残している。一例として、ムーティによるヴィヴァルディの《四季》、ブラームスやエルガーの管弦楽曲、カルロ・マリア・ジュリーニによるベートーヴェンの交響曲集、バレンボイムによるマーラーの《交響曲第9番》などがある。